# Abasbəyli
Abasbəyli è un comune dell'Azerbaigian situato nel distretto di Masallı.   